# Hans von Rosen
Hans Robert von Rosen, född den 8 augusti 1888 i Norsholm i Kimstads socken, död den 2 september 1952 på Lidingö, var en svensk greve, militär, ekonom, författare och ryttare. 
Hans von Rosen var son till överstekammarjunkaren Fredrik Thomas Carl von Rosen (1849–1917) och dennes hustru, friherrinnan Eva Anna Maria Adelswärd (1862–?). Efter avlagd studentexamen 1908 blev han volontär vid Livgardet till häst. Han avlade officersexamen 1910 och blev underlöjtnant vid detta regemente samma år samt löjtnant 1914. Åren 1917–1919 studerade han vid Handelshögskolan i Stockholm och avlade ekonomexamen, varvid han övergick från aktiv militär tjänst till reserven, där han blev ryttmästare 1925. Som civil verkade von Rosen dels som ägare av egendomarna Lindö och Runtuna gård i Södermanland, dels som jaktvårdskonsulent i Södermanlands län och som stallmästare vid hovet. Han var också verksam som författare.
von Rosen var en skicklig ryttare och deltog i olympiska sommarspelen 1912 i Stockholm samt 1920 i Antwerpen. Vid båda tillfällena ingick han i det segrande svenska laget i banhoppning. Dessutom blev han individuell bronsmedaljör i dressyr 1920.
Hans von Rosen var gift två gånger. Det första äktenskapet ingick han 1914 med Dagmar Sophia Wikström (1892–1942), dotter till grosshandlaren Carl Wikström och Mathilda Svensson. Detta äktenskap, i vilket två döttrar föddes, slutade med skilsmässa 1927. von Rosen gifte därefter om sig 1933 med friherrinnan och författaren Ebba Astrid Beate-Sophie Axelsdotter (Linde) Klinckowström (1902–2000). Med henne fick han ytterligare två döttrar. Makarna von Rosen är begravda på Runtuna kyrkogård.